# Дорога до Дому. Благодійний фонд

Благодійна організація «Одеський благодійний фонд «Шлях до дому» (БО "ОБФ «Шлях до дому»")  (англ: Charitable Foundation "Way Home" (CF "Way Home))— незалежна недержавна благодійна організація, заснована в 1996 році в місті Одеса, Україна. Фонд спеціалізується на наданні гуманітарної, соціальної, психологічної, медичної та правової допомоги соціально вразливим групам населення, зокрема внутрішньо переміщеним особам, дітям у складних життєвих обставинах, жінкам, які постраждали від насильства, людям із досвідом бездомності, споживачам ін’єкційних наркотиків та іншим маргіналізованим спільнотам.
Організація реалізує програми, що поєднують кризове реагування, психосоціальну підтримку, освітні та інформаційні заходи, захист прав людини, професійний розвиток, охорону здоров’я та соціальну адаптацію. З 2014 року, у відповідь на збройний конфлікт на сході України, фонд розширив свою діяльність у сфері підтримки внутрішньо переміщених осіб, а після повномасштабного вторгнення 2022 року — активізував роботу з екстреної гуманітарної допомоги, евакуації, розміщення для переміщених осіб, MHPSS (психосоціальної підтримки) та реагування на гендерно зумовлене насильство.
Фонд «Шлях до дому» є визнаним партнером низки міжнародних гуманітарних організацій, серед яких UNHCR, UNICEF, IMC, World Vision International, HEKS/EPER, Elton John AIDS Foundation та інші. Його діяльність регулярно відзначається в міжнародних звітах і профільних дослідженнях.

## Місія та принципи
«Шлях до дому — шлях до себе» (Way Home — Make Your Way) — це не просто слоган, а філософія діяльності фонду. Ми віримо, що шлях до життєстійкості, безпеки та розвитку починається з розкриття внутрішнього ресурсу людини, з відновлення власної гідності та віри в себе. Саме тому наші програми спрямовані не лише на задоволення базових потреб, а й на особистісне становлення, здобуття важливих навичок, емоційне відновлення та розкриття потенціалу кожного бенефіціара.
Місія Одеського благодійного фонду «Шлях до дому» полягає в тому, щоб надавати підтримку людям у кризових ситуаціях — зокрема дітям, жінкам, переселенцям, людям, які пережили втрату, насильство або ізоляцію — допомагаючи їм пройти шлях до самостійності, безпеки та нового етапу життя.
Фонд працює за такими ключовими принципами:
- Гуманність     і повага до гідності — кожна людина заслуговує на підтримку, незалежно     від її життєвого шляху.
- Недискримінація     — допомога надається без упереджень щодо статі, національності,     віросповідання, статусу чи ідентичності.
- Прозорість     і підзвітність — ми відкриті до суспільства, до донорів і до тих, кому     допомагаємо.
- Незалежність     — наша діяльність вільна від політичного чи комерційного впливу.
- Комплексність     — ми бачимо людину в цілісному контексті, тому надаємо поєднання     матеріальної, психологічної, соціальної, правової та освітньої допомоги.
- Професіоналізм     і постійне навчання — команда складається з досвідчених фахівців, які     регулярно підвищують кваліфікацію.
- Інноваційність     — ми швидко реагуємо на виклики та створюємо сучасні, гнучкі моделі     допомоги.
- Партнерство     і локальна співпраця — працюємо у синергії з громадами, владою та     міжнародними структурами.

Фонд «Шлях до дому» вірить у силу підтримки, яка допомагає людині не просто вижити, а зробити перший крок назустріч собі.

## Історія
Одеський благодійний фонд «Шлях до дому» був створений у 1996 році як відповідь на зростаючі соціальні виклики в пострадянській Україні. Його засновниками стали команда активістів, соціальних працівників, лікарів і правозахисників, які об’єдналися навколо ідеї: допомога має бути не фрагментарною, а системною, гуманною та орієнтованою на довготривалий вплив.
Перші роки діяльності фонду були зосереджені на підтримці бездомних людей та вуличних дітей в Одесі. Фонд відкрив кризовий центр, організував нічні патрулі, притулки, майстерні для ресоціалізації, мобільні пункти допомоги, правові консультації. Водночас почали впроваджуватись програми профілактики ВІЛ/СНІДу серед споживачів ін’єкційних наркотиків — на той момент у регіоні розвивалась епідемія, і ці послуги фактично заповнювали прогалини державної системи.
З початку 2000-х років Фонд розширив роботу з дітьми, заснувавши Дитячий департамент і відкривши гуртожиток «Велика родина» — місце, де діти не лише отримували дах над головою, а й індивідуальну підтримку, освіту, простір для розвитку. Також розпочалися програми підтримки малозабезпечених родин, впровадження альтернативної освіти, раннього втручання, розвитку соціальних навичок у молоді.
Фонд став піонером у створенні модельної інфраструктури для роботи з вразливими групами — спільно з міжнародними партнерами (TACIS, Big Issue Scotland, Childhood Foundation) були реалізовані комплексні проєкти підтримки дітей та підлітків, які перебували в ситуації ризику.
У 2010 році діяльність Фонду була відзначена премією Life Ball від Фонду Елтона Джона за інноваційний підхід до профілактики ВІЛ серед підлітків. У цей період відбувається активна професіоналізація структури, зростає впізнаваність організації на національному рівні.
Після початку війни на сході України в 2014 році, а згодом повномасштабного вторгнення у 2022 році, «Шлях до дому» перетворився на одного з ключових гуманітарних провайдерів у південному регіоні. Фонд відкрив транзитні центри для ВПО, мобілізував логістичні ланцюги для евакуації з гарячих точок, запустив програми психологічної підтримки (MHPSS), розширив систему притулків, створив мобільні мультидисциплінарні бригади.
У 2023–2024 роках організація реалізує масштабні програми у партнерстві з IMC, Caritas Germany,  World Vision International, HEKS/EPER та ін., спрямовані на захист жінок, дітей, ветеранів, осіб, які пережили насильство чи втрату. Особливу увагу приділено малим громадам, людям із обмеженим доступом до послуг, а також реабілітації сімей військовослужбовців, полонених або загиблих.
Із роками гасло Фонду набуло нового сенсу: «Шлях до дому — шлях до себе». Ці слова стали відображенням глибшої місії організації — не просто надати людині прихисток чи їжу, а супроводити її у поверненні до себе, до своєї гідності, ресурсності, можливості будувати майбутнє. Саме тому фонд приділяє рівну увагу як екстреним, так і довгостроковим програмам — поєднуючи кризове реагування, психосоціальну підтримку, навчання, професійне зростання та соціальну інтеграцію.

## Основні напрями діяльності
Фонд «Шлях до дому» реалізує комплексні програми, що охоплюють широкий спектр соціальних, гуманітарних, медичних та освітніх послуг. Його підходи поєднують екстрену допомогу з довгостроковою підтримкою, орієнтованою на відновлення, інтеграцію та розвиток. Вся діяльність побудована навколо принципу клієнтоцентричності та відповідає міжнародним стандартам гуманітарного реагування, прав людини та сталого розвитку.

#### Захист дітей, молоді та підтримка сімей (Child protection)
- Центри     денного перебування та гуртожиток «Велика родина» для дітей 7–18 років.
- Програми     раннього розвитку для дітей дошкільного віку.
- Репетиторство,     психологічна підтримка, розвиток життєвих навичок для підлітків.
- Школа     батьківства, правова допомога для батьків/опікунів.
- Інтеграція     дітей ВПО у шкільну систему, соціалізація, дозвілля.

#### Психічне здоров’я та психосоціальна підтримка (MHPSS)
- Індивідуальні     та групові сесії з психологами (у т.ч. дитячими).
- Перша     психологічна допомога для людей у стресових ситуаціях.
- Арт-терапія,     сенсорні кімнати, стабілізаційні вправи.
- Інформаційно-просвітницькі     заходи з психогігієни та самодопомоги.
- Кейс     менеджмент, індивідуальні плани допомоги.

#### Протидія гендерно зумовленому насильству (GBV)
- Центр     захисту жінок — притулок для постраждалих та їхніх дітей.
- Простори     безпеки для жінок і дівчат (WGSS), кризове консультування.
- Юридична     та психологічна допомога, супровід у взаємодії з поліцією/службами.
- Підвищення     обізнаності у громадах, групи підтримки.

#### Гуманітарне реагування та евакуація (Emergency assistance)
- Організація     евакуаційних маршрутів з гарячих точок та зон ризику.
- Транзитне     й довгострокове житло для ВПО.
- Розподіл     гуманітарної допомоги: продукти, засоби гігієни, одяг, медикаменти.
- Надання     гарячих страв у соціальному кафе (до 100 порцій щодня).
- Мобільні     групи реагування — виїзні команди з юристом, психологом і соцпрацівником.

#### Громадське здоров’я та профілактика захворювань (Health)
- Програми     зменшення шкоди для людей, які вживають наркотики.
- Тестування     на ВІЛ/СНІД, гепатити, туберкульоз; супровід лікування.
- Замісна     підтримувальна терапія, програми обміну шприців.
- Робота     з працівниками секс-індустрії та іншими ключовими групами.
- Мобільні     клініки, співпраця з державними медустановами.

#### Соціальне підприємництво та економічна інтеграція (Development)
- Соціальна     агроферма «Лібенталь»: навчання агробізнесу для ВПО та молоді.
- Бізнес-школа,     кар’єрне консультування, менторські програми.
- Тимчасове     житло для учасників навчальних програм.
- Створення     робочих місць через соціальне підприємництво.
- Коворкінг-простір     для жінок, підтримка самозайнятості.

## Реалізовані проєкти
З моменту свого заснування у 1996 році фонд «Шлях до дому» реалізував понад 50 довгострокових і надзвичайних проєктів, охопивши десятки тисяч бенефіціарів. Діяльність охоплює міське середовище, сільські громади, прикордонні райони й регіони, що постраждали від бойових дій. Підходи, які застосовуються, ґрунтуються на доказовості, мультисекторальності та адаптивності до гуманітарного контексту.

### 1996–2005: Становлення і ранні ініціативи
- Центр реабілітації та соціальної адаптації (ЦРСА) — надання житла, харчування, гігієни, базових послуг для бездомних осіб.
- Програми обміну шприців і зменшення шкоди — вперше в Одесі запроваджено профілактику ВІЛ серед СІН (споживачів ін’єкційних наркотиків).
- Проєкти «Право на житло», «Рівноправність», «На дні» — правова допомога, просвітницька робота, соціальні газети для залучення до праці.
- Співпраця з Каунтерпарт Альянс, Посольством Нідерландів, УВКБ ООН — реалізація програм з базової безпеки, доступу до прав, інтеграції біженців.

### 2002–2015: Розвиток інфраструктури підтримки дітей та молоді
- Центр «Велика родина» — перший в регіоні соціальний гуртожиток для дітей з кризових родин.
- Партнерства з Big Issue Scotland, TACIS, Childhood Foundation — створення модельних проєктів з підтримки дітей, що живуть або працюють на вулиці.
- Школа вирівнювання знань, індивідуальний супровід, мистецькі та спортивні гуртки.
- «Діти і СНІД» — благодійні акції на підтримку ВІЛ-позитивних дітей у державних установах.

### 2014–2021: Гуманітарне реагування на конфлікт і посилення соціальних програм
- Психосоціальна підтримка ВПО — запуск гарячих ліній, мобільних психологів, кейсове управління.
- Програми реінтеграції — підтримка сімей ВПО, професійне навчання, допомога у доступі до освіти.
- Соціальна ферма «Лібенталь» — створення економічних можливостей для переміщених осіб через агронавчання.
- Гуманітарна допомога у прифронтових районах — доставка продовольства, ліків, зимових наборів.

### 2022–дотепер: Надзвичайне реагування на повномасштабну війну
- Евакуація населення з Миколаївської, Херсонської та Донецької областей.
- Транзитні центри в Одесі — прихисток, харчування, медичні послуги, перенаправлення.
- Створення WGSS (Women and Girls Safe Spaces) у партнерстві з міжнародними організаціями.
- Надання психологічної допомоги дітям і дорослим — у стаціонарному, мобільному та онлайн-форматах.
- Програми екстреної допомоги: продуктові набори, гігієна, гарячі обіди, медикаменти.

## Міжнародне визнання
Протягом своєї багаторічної діяльності фонд «Шлях до дому» здобув високу репутацію серед партнерів, донорів, міжнародних гуманітарних структур і фахових спільнот. Його досвід та моделі роботи були неодноразово визнані прикладом ефективної локальної практики, що відповідає міжнародним стандартам.
Основні відзнаки та визнання:
Премія Life Ball (2010) — міжнародне визнання від Фонду Елтона Джона (Elton John AIDS Foundation) за інноваційні програми профілактики ВІЛ/СНІД серед підлітків, які живуть на вулиці. «Шлях до дому» став першою організацією в Східній Європі, яка отримала цю нагороду.
Згадка у звітах міжнародних агенцій:
- UNICEF — за ефективну модель роботи з дітьми, які перебувають у складних життєвих обставинах.
- UNAIDS — у звіті «Right to Health» (2017) організація згадується як успішний приклад впровадження програм зменшення шкоди.
- World Health Organization (WHO) — в аналітичних звітах щодо інтеграції психосоціальних послуг у гуманітарний контекст.

Премія «Благодійна Одещина» (2014) — за системну підтримку дітей, постраждалих від соціального сирітства, і просвітницьку діяльність у регіоні.
Міжнародні партнерства:
- тривала співпраця з International Medical Corps (IMC), World Vision International, HEKS/EPER, UNHCR, UNFPA, Childhood Foundation, DFID, Big Issue Scotland, Poverty Solutions Scotland та ін.
- участь у міжнародних гуманітарних кластерах з питань GBV, захисту дітей, MHPSS.

Соціальний спорт як інструмент реабілітації:
У 2009 та 2012 роках футбольна команда, сформована з вихованців фонду, стала переможцем чемпіонату Європи серед безпритульних осіб, а також чемпіоном світу (Homeless World Cup), що проводиться за підтримки УЄФА та Міжнародної мережі вуличних газет (INSP).